# 圣乔治座堂 (耶路撒冷)
31°47′16.81″N 35°13′43.33″E / 31.7880028°N 35.2287028°E

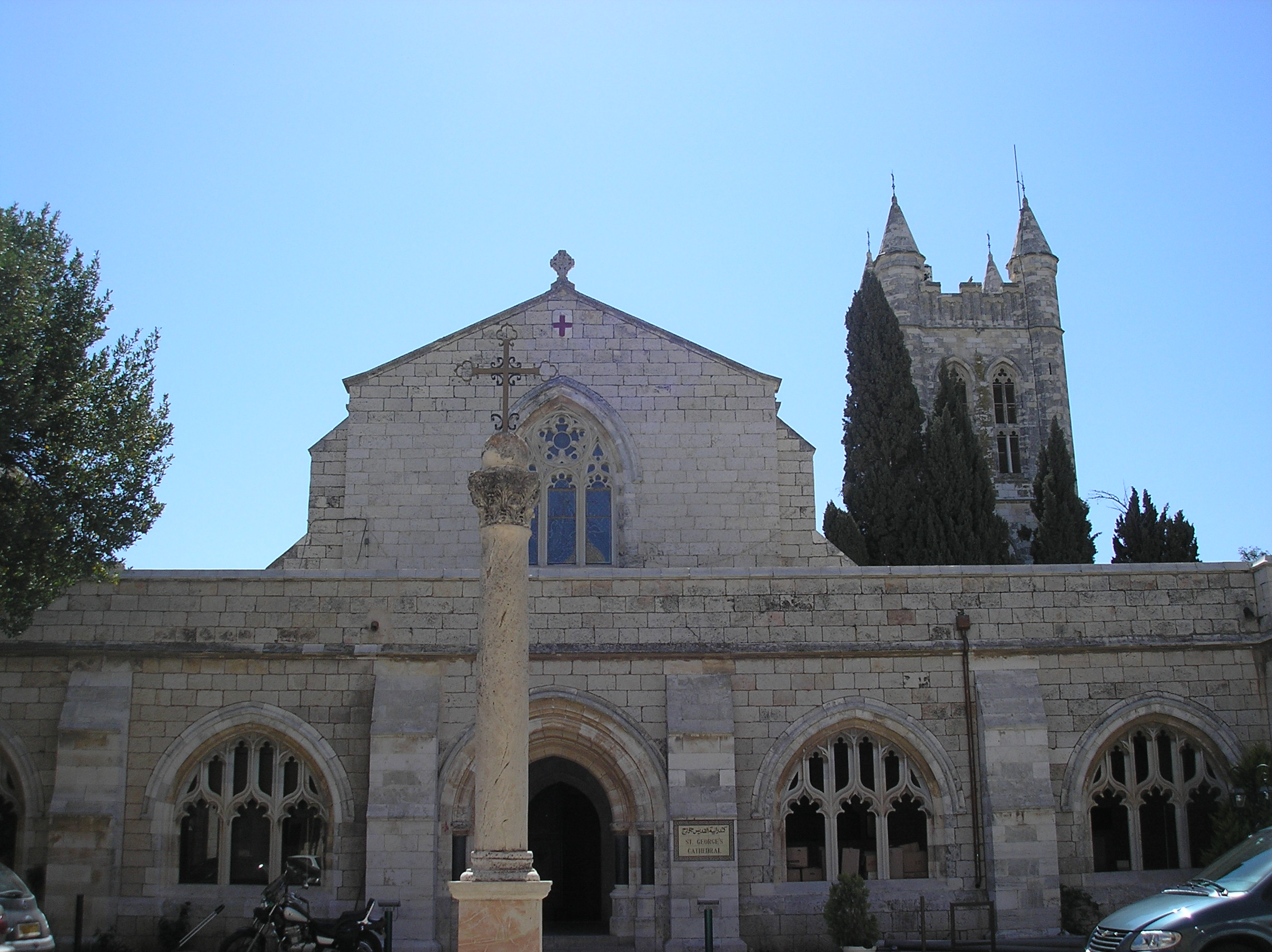
圣乔治座堂

圣乔治座堂（St. George's Cathedral）是一座圣公会主教座堂，位于耶路撒冷，兴建于1899年。这座教堂是耶路撒冷及中东圣公会的圣公会耶路撒冷教区主教的驻地。
1919年，赫伯特·丹比（Herbert Danby）在此建立图书馆，1921年至1936年在此建立 Residentiary Canon。莫迪凱·瓦努努（Mordechai Vanunu）自2004年获释后一直居住在耶路撒冷圣乔治座堂。圣乔治学院位于庭院内。它为来自世界各地的神职人员和平信徒提供神学教育。